# Lajos Csordás
Lajos Csordás (Budapest, 26 ottobre 1932 – Budapest, 5 aprile 1968) è stato un calciatore ungherese, di ruolo centrocampista.

## Carriera
Vinse una medaglia d'oro alle Olimpiadi del 1952.

## Palmarès

### Giocatore

#### Club
- Coppa Mitropa: 2

Vasas: 1955 1956

#### Nazionale
- Oro olimpico: 1

Helsinki 1952

#### Individuale
- Capocannoniere della Coppa Mitropa: 1

1956 (8 gol)